# James Alfred Ewing
James Alfred Ewing KCB FRS FRSE (Dundee, 27 de março de 1855 — 7 de janeiro de 1935) foi um físico e engenheiro escocês.
Conhecido por seu trabalho sobre as propriedades magnéticas dos metais e, em particular, por sua descoberta da histerese.

## Obras
- Ewing, J.A. (1883). Treatise on Earthquake Measurement. [S.l.: s.n.]
- - (1891). Magnetic Induction in Iron and Other Metals. London: Van Nostrand
- - (1894). The Steam Engine and other Heat Engines. [S.l.: s.n.]
- - (1899). The Strength of Materials. [S.l.: s.n.]
- - (1908). The Mechanical Production of Cold. [S.l.: s.n.]
- - (1920). Thermodynamics for Engineers. [S.l.: s.n.]
- - (1921). The Mechanical Production of Cold. Cambridge: Cambridge University Press
- - (1933). An Engineer's Outlook. London: Methuen